# Charles Vatel
Pour les articles homonymes, voir Vatel.
Charles Joseph Vatel, né le 5 décembre 1816 à Versailles et mort dans la même ville le 30 janvier 1885, est un historien et collectionneur d'art français.

## Biographie
Avocat et docteur en droit, Vatel fut jusqu'à sa mort le premier titulaire des fonctions de conservateur du Musée du Jeu de Paume, installé dans la célèbre salle du même nom. 
Il avait fait don de sa collection de peintures en 1883 au musée municipal de Versailles, dont le fonds rejoignit par la suite le Musée Lambinet.

## Œuvres
- Charlotte de Corday et les Girondins, Pièces classées et annotées par M. Charles Vatel. Henri Plon, Paris, 1864 - 1872. 3 volumes in-8 de texte accompagnés d'un volume in-4 de planches, [4ff.], CCCCXCVI, [2ff.], [2ff.] et 876 pages en numérotation continue puis, pour le volume de planches, 8 pages, 19 planches sur papier fort (portraits, plans vues) et 5 pages de documents en fac simile. [lire en ligne] .
- Notice historique sur la salle du Jeu-de-Paume de Versailles depuis sa fondation jusqu'à nos jours, suivie de la liste complète et inédite des signataires du serment.
- Recherches historiques sur les Girondins. Vergniaud. Manuscrits, lettres et papiers, pièces pour la plupart inédites, classées et annotées. Ouvrage accompagné de deux portraits originaux, de deux gravures et d'un fac-simile.  J.-B. Dumoulin, Bordeaux, C. Lefebvre, Limoges, Ducourtieux, 1873. Deux volumes in-8 de [4]-iv-XCV-227 et [4]-486 pages, avec 4 planches lithographiées hors-texte, sous serpente, dont deux portraits-frontispices et un fac-similé dans le texte. Indices.
- Histoire de Madame du Barry, Versailles, 1883, 3 vol.
- Code pénal du royaume de Bavière, A. Durand, Paris, 1852, traduit de l'allemand avec des explications en ligne.